# 1. deild islandzka w piłce nożnej (1988)
Sezon 1988 był 77. sezonem o mistrzostwo Islandii. Drużyna Valur nie obroniła tytułu mistrzowskiego, zdobył go natomiast zespół Fram, zdobywając czterdzieści dziewięć punktów w osiemnastu meczach. Po sezonie spadły zespoły Leiftur i Völsungur Húsavík.

## Drużyny
Po sezonie 1987 z ligi spadły zespoły Víðir Garður i FH, z 2. deild awansowały natomiast drużyny Víkingur Reykjavík i Leiftur.
| Uczestnicy poprzedniej edycji                                                                                 | Uczestnicy poprzedniej edycji | Uczestnicy poprzedniej edycji | Uczestnicy poprzedniej edycji |
| --- | ----------------------------- | ----------------------------- | ----------------------------- |
| VAL | Valur                         | 1                             |                               |
| FRA | Fram                          | 2                             |                               |
| ÍA | Akraness                      | 3                             |                               |
| ÞÓR | Þór Akureyri                  | 4                             |                               |
| KRE | KR                            | 5                             |                               |
| KA | KA Akureyri                   | 6                             |                               |
| ÍBK | Keflavík                      | 7                             |                               |
| VÖL | Völsungur Húsavík             | 8                             |                               |
| Awans z 2. deild                                                                                              |                               |                               |                               |
| VÍR | Víkingur Reykjavík            | 1                             |                               |
| LEI | Leiftur                       | 2                             |                               |
| Oznaczenia: - kolumna pierwsza – skróty nazw drużyn, - kolumna trzecia – miejsce zajęte w poprzednim sezonie. |                               |                               |                               |

## Tabela
| Lp. | Drużyna               | M  | Z  | R | P  | Bramki | Bramki | Różn. | Pkt | Uwagi                                    |
| --- | --------------------- | -- | -- | - | -- | ------ | ------ | ----- | --- | ---------------------------------------- |
| 1   | Fram (M)              | 18 | 16 | 1 | 1  | 38     | 8      | +30   | 49  | Puchar Europy • I runda                  |
| 2   | Valur                 | 18 | 13 | 2 | 3  | 36     | 15     | +21   | 41  | Puchar Zdobywców Pucharów • 1/16 finału1 |
| 3   | Akraness              | 18 | 9  | 5 | 4  | 32     | 25     | +7    | 32  | Puchar UEFA • 1/32 finału                |
| 4   | KA Akureyri           | 18 | 8  | 3 | 7  | 31     | 29     | +2    | 27  |                                          |
| 5   | KR                    | 18 | 7  | 3 | 8  | 26     | 25     | +1    | 24  |                                          |
| 6   | Þór Akureyri          | 18 | 6  | 6 | 6  | 25     | 28     | −3    | 24  |                                          |
| 7   | Keflavík              | 18 | 4  | 6 | 8  | 22     | 32     | −10   | 18  |                                          |
| 8   | Víkingur Reykjavík    | 18 | 5  | 3 | 10 | 20     | 31     | −11   | 18  |                                          |
| 9   | Leiftur (S)           | 18 | 1  | 6 | 11 | 12     | 26     | −14   | 9   | Spadek do 2. deild                       |
| 10  | Völsungur Húsavík (S) | 18 | 2  | 3 | 13 | 13     | 36     | −23   | 9   | Spadek do 2. deild                       |

## Wyniki
| Gospodarz \ Gość   | ÍA  | FRA | KA  | KRE | ÍBK | LEI | VAL | VÍR | VÖL | ÞÓR |
| Akraness           |     | 0:4 | 2:2 | 2:0 | 2:0 | 3:1 | 1:0 | 4:0 | 2:1 | 4:3 |
| Fram               | 3:2 |     | 3:2 | 3:0 | 2:0 | 2:0 | 1:0 | 3:0 | 2:0 | 1:0 |
| KA Akureyri        | 3:2 | 1:4 |     | 3:1 | 2:1 | 2:1 | 0:1 | 2:1 | 1:0 | 1:1 |
| KR                 | 1:1 | 1:2 | 2:0 |     | 3:0 | 2:1 | 0:1 | 2:2 | 3:0 | 1:2 |
| Keflavík           | 1:1 | 1:1 | 1:1 | 1:3 |     | 2:1 | 1:3 | 3:1 | 3:1 | 1:1 |
| Leiftur            | 0:0 | 0:3 | 2:1 | 1:1 | 1:1 |     | 0:0 | 0:1 | 0:1 | 1:1 |
| Valur              | 3:1 | 0:1 | 4:3 | 3:2 | 3:1 | 1:0 |     | 4:0 | 3:1 | 4:2 |
| Víkingur Reykjavík | 1:2 | 0:2 | 0:1 | 0:1 | 3:1 | 2:1 | 0:0 |     | 5:2 | 3:1 |
| Völsungur Húsavík  | 1:2 | 1:0 | 0:4 | 1:3 | 1:2 | 1:1 | 1:3 | 0:0 |     | 0:0 |
| Þór Akureyri       | 1:1 | 0:1 | 3:2 | 2:0 | 2:2 | 2:1 | 0:3 | 2:1 | 2:1 |     |

Źródło:  (ang.)
Objaśnienia:
1Drużyna gospodarzy jest wymieniona po lewej stronie tabeli.
Kolory: zielony – zwycięstwo gospodarzy, żółty – remis, różowy – zwycięstwo gości.

## Najlepsi strzelcy
| Bramki | Strzelcy               | Drużyna      |
| ------ | ---------------------- | ------------ |
| 13     | Sigurjón Kristjánsson  | Valur        |
| 12     | Guðmundur Steinsson    | Fram         |
| 9      | Aðalsteinn Víglundsson | Akraness     |
| 9      | Þorvaldur Örlygsson    | KA Akureyri  |
| 8      | Pétur Ormslev          | Fram         |
| 7      | Sæbjörn Guðmundsson    | KR           |
| 7      | Halldór Áskelsson      | Þór Akureyri |
| 6      | 2 zawodników           | 2 zawodników |
| 5      | 5 zawodników           | 5 zawodników |